# فلاینگ هیلز (پنسیلوانیا)
فلاینگ هیلز (به انگلیسی: Flying Hills) یک منطقهٔ مسکونی در ایالات متحده آمریکا است که در پنسیلوانیا واقع شده‌است. فلاینگ هیلز ۲٬۵۶۸ نفر جمعیت دارد.